# Buren
Buren es un municipio y una ciudad de la Provincia de Güeldres de los Países Bajos.

## Historia
Capital de un condado independiente perteneciente a Ana de Egmond, fue heredado por su marido Guillermo de Orange a su muerte en 1558. Durante la guerra de los Ochenta Años la ciudad fue ocupada por las tropas españolas, entre el 28 de junio de 1575 y la firma el Edicto perpetuo de 1577.
El condado sería anexionado en 1795 a la República Bátava.

## Galería

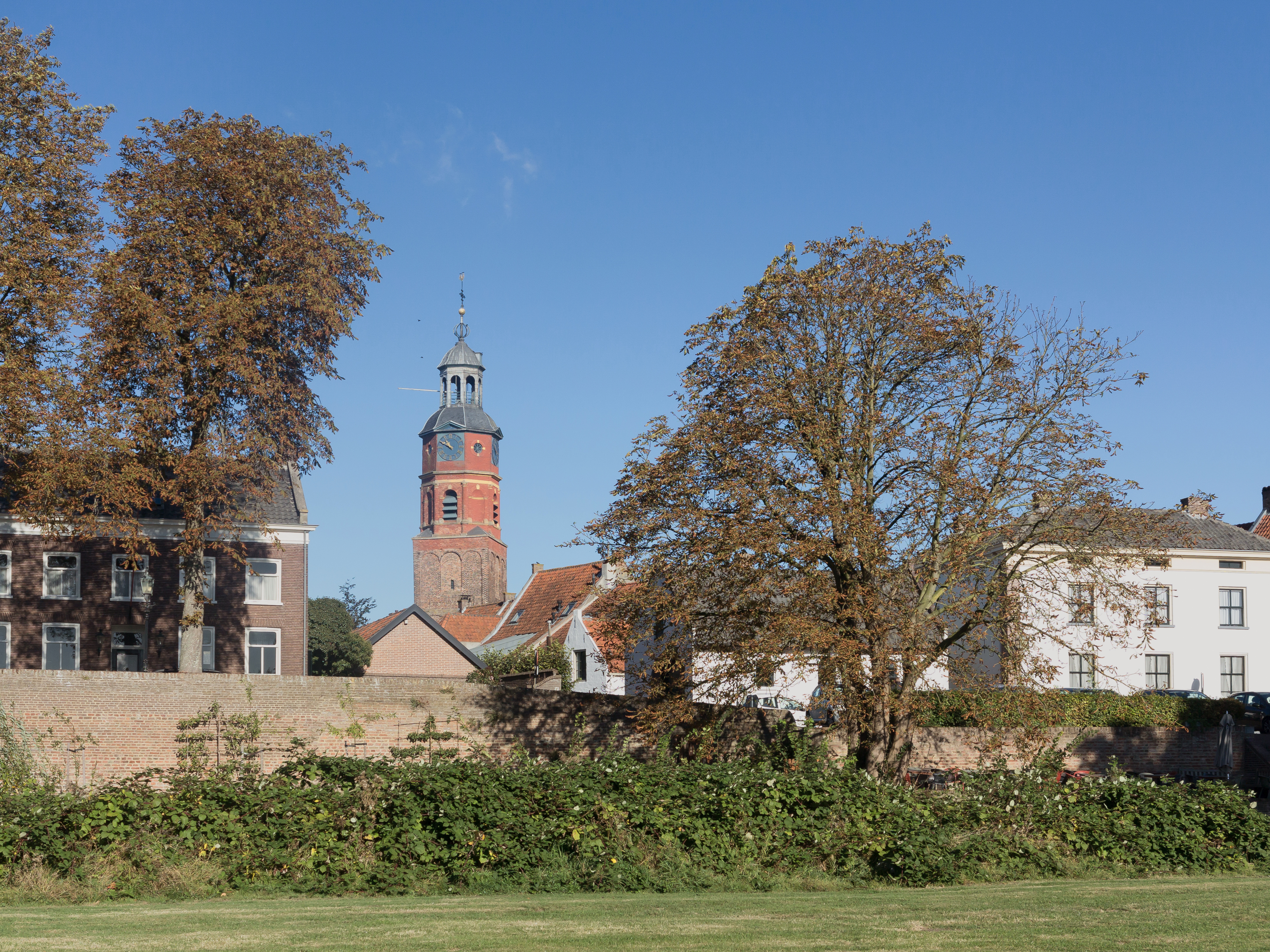
Buren,el sistema de fortificación con el torre de la iglesia (la Sint-Lambertuskerk)
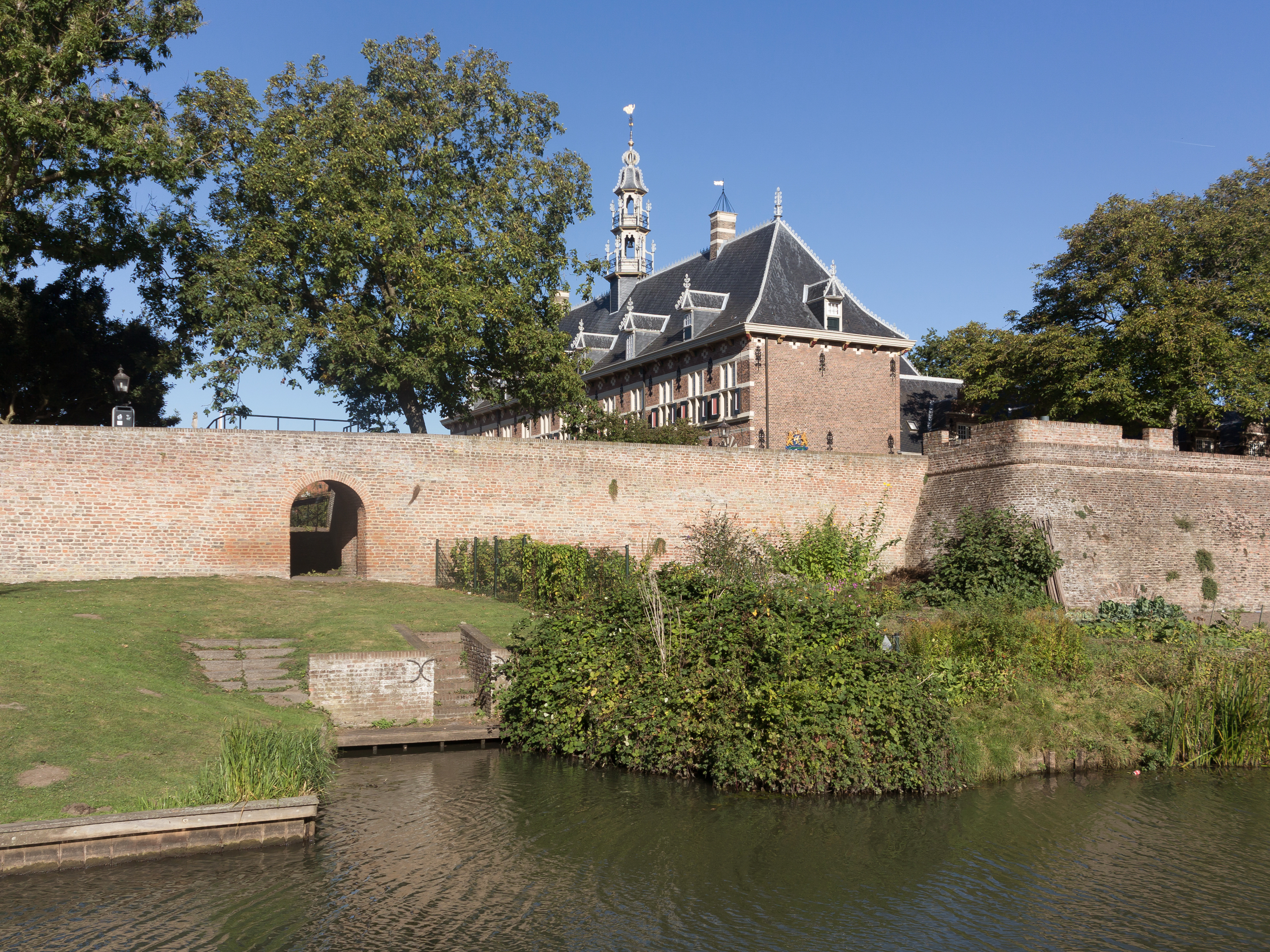
Buren, el orfanato detrás del sistema de fortificación
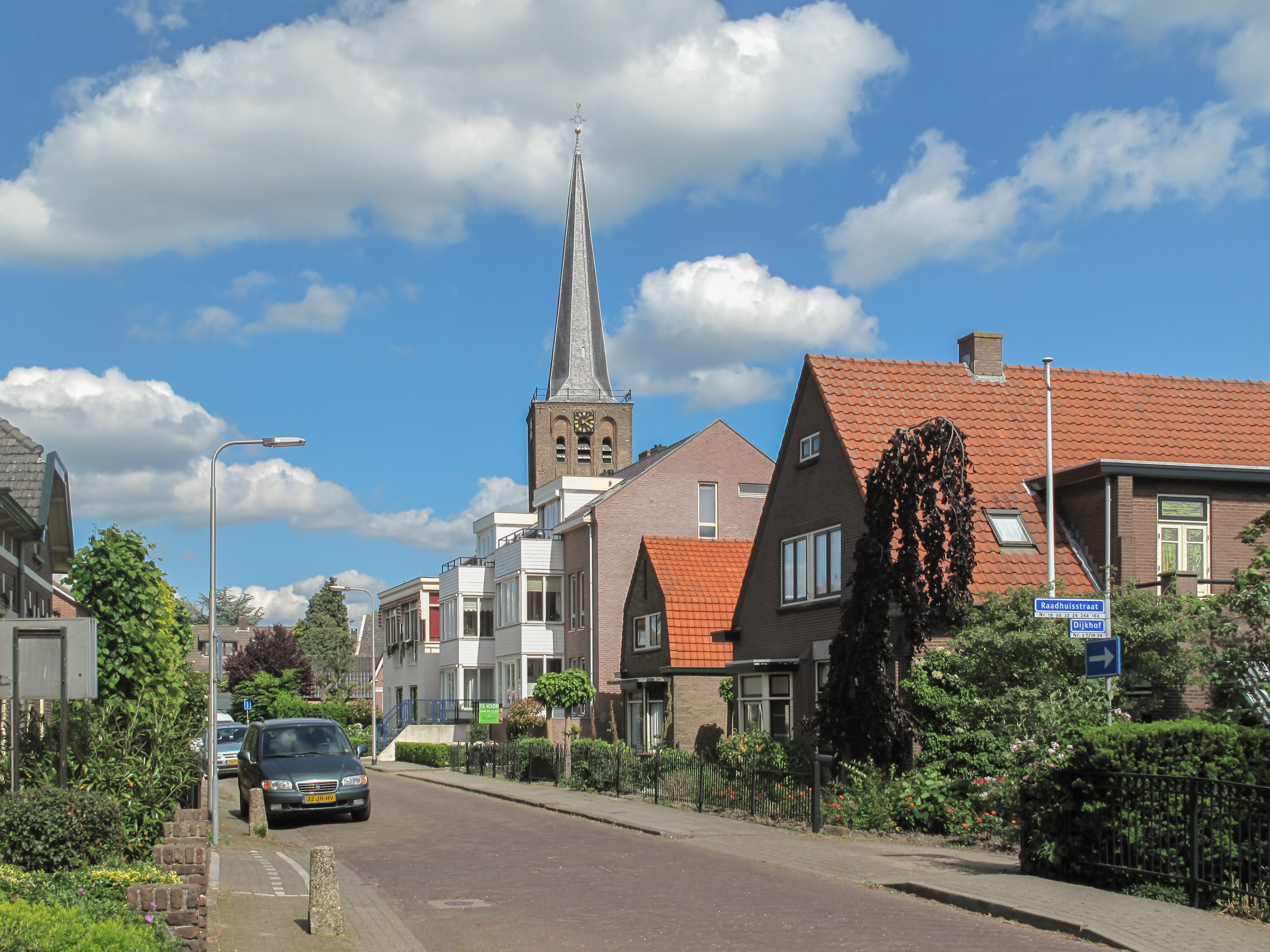
Maurik, la iglesia (el Sint Martenskerk) en la calle
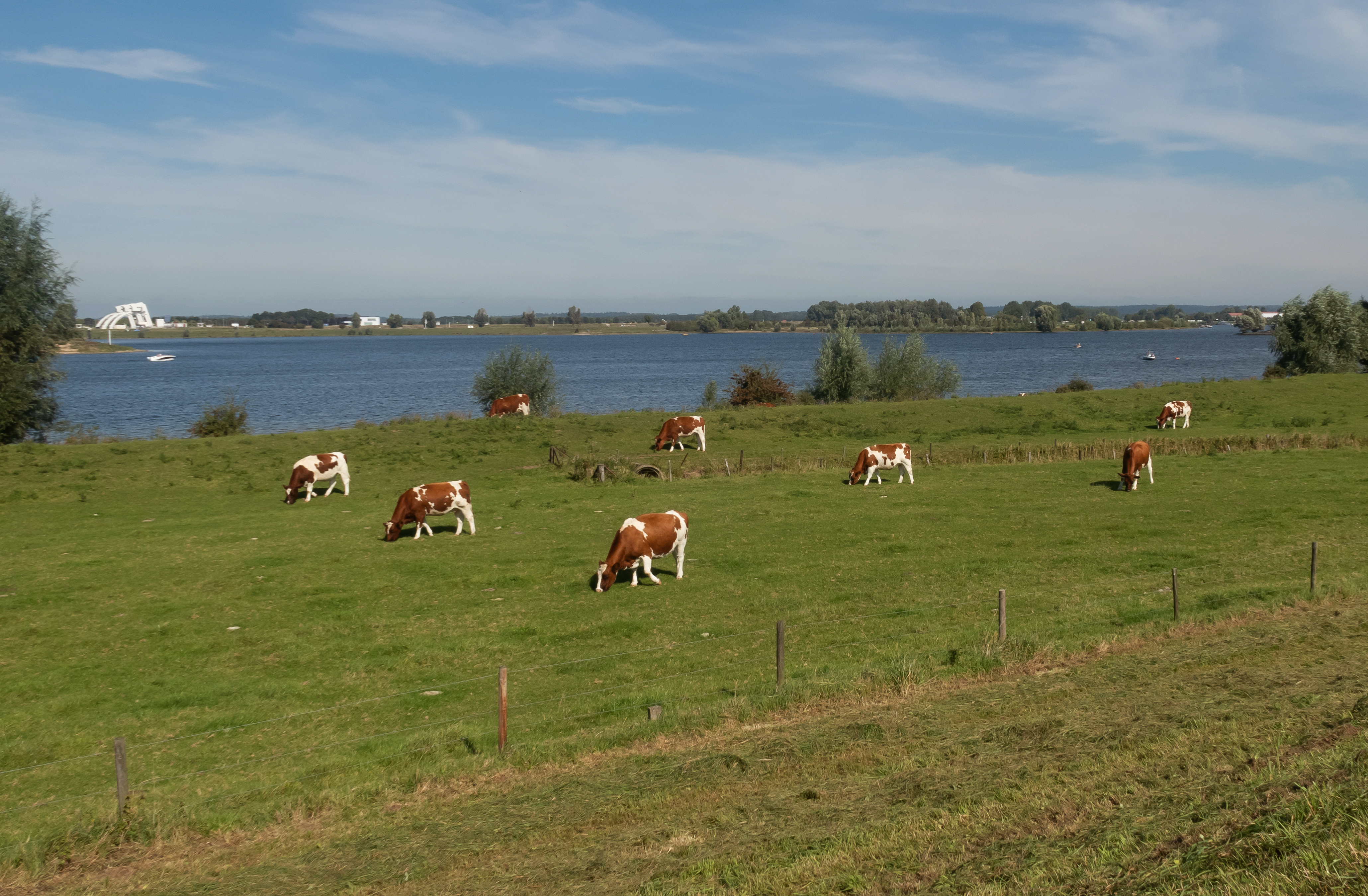
Maurik, prados con vacas en Eiland van Maurik
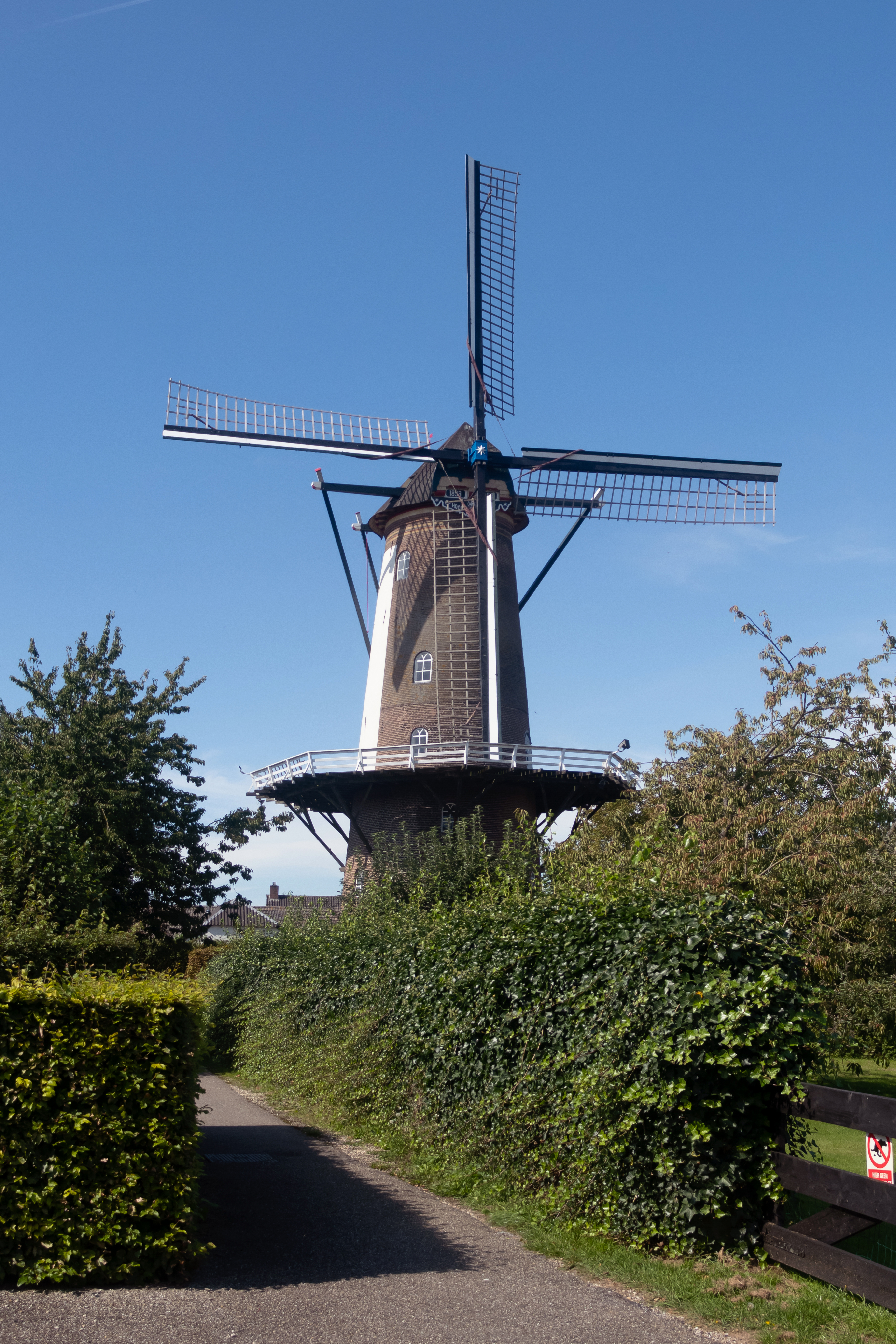
Ingen, el molino: stellingmolen Op Hoop Van Beter
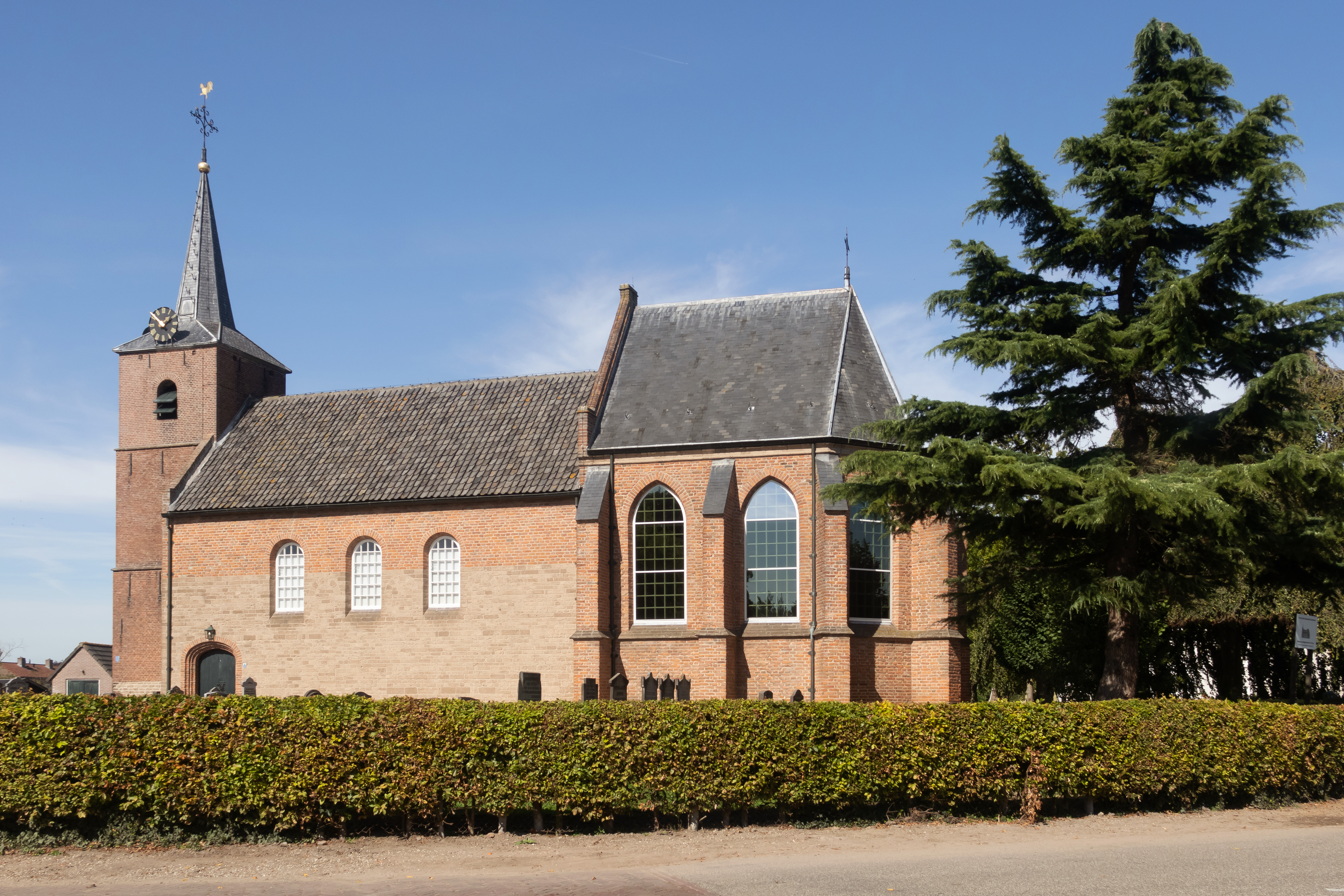
Ommeren, la iglesia
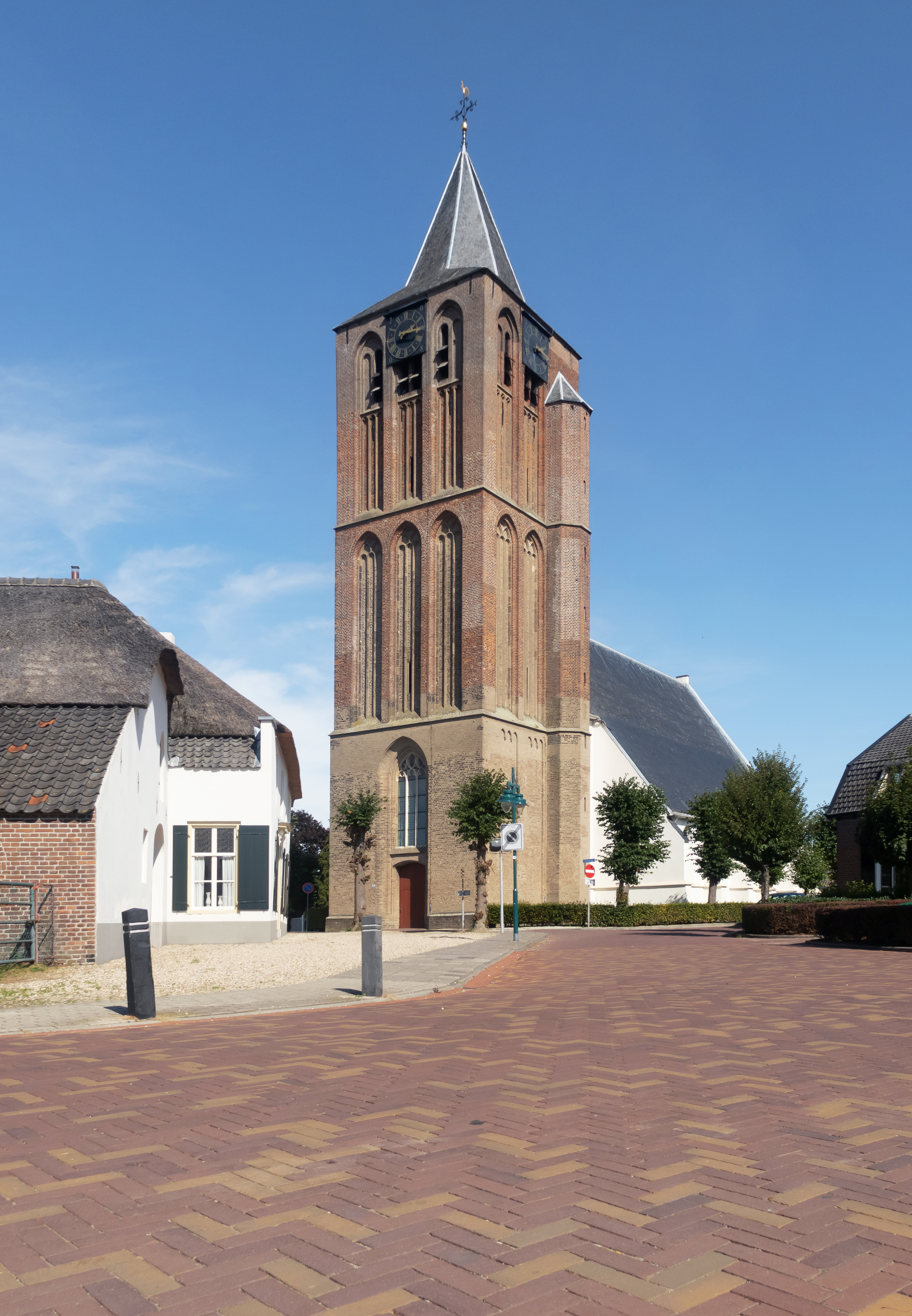
Lienden, la iglesia: de Maagd Maria (la Virgin Maria)
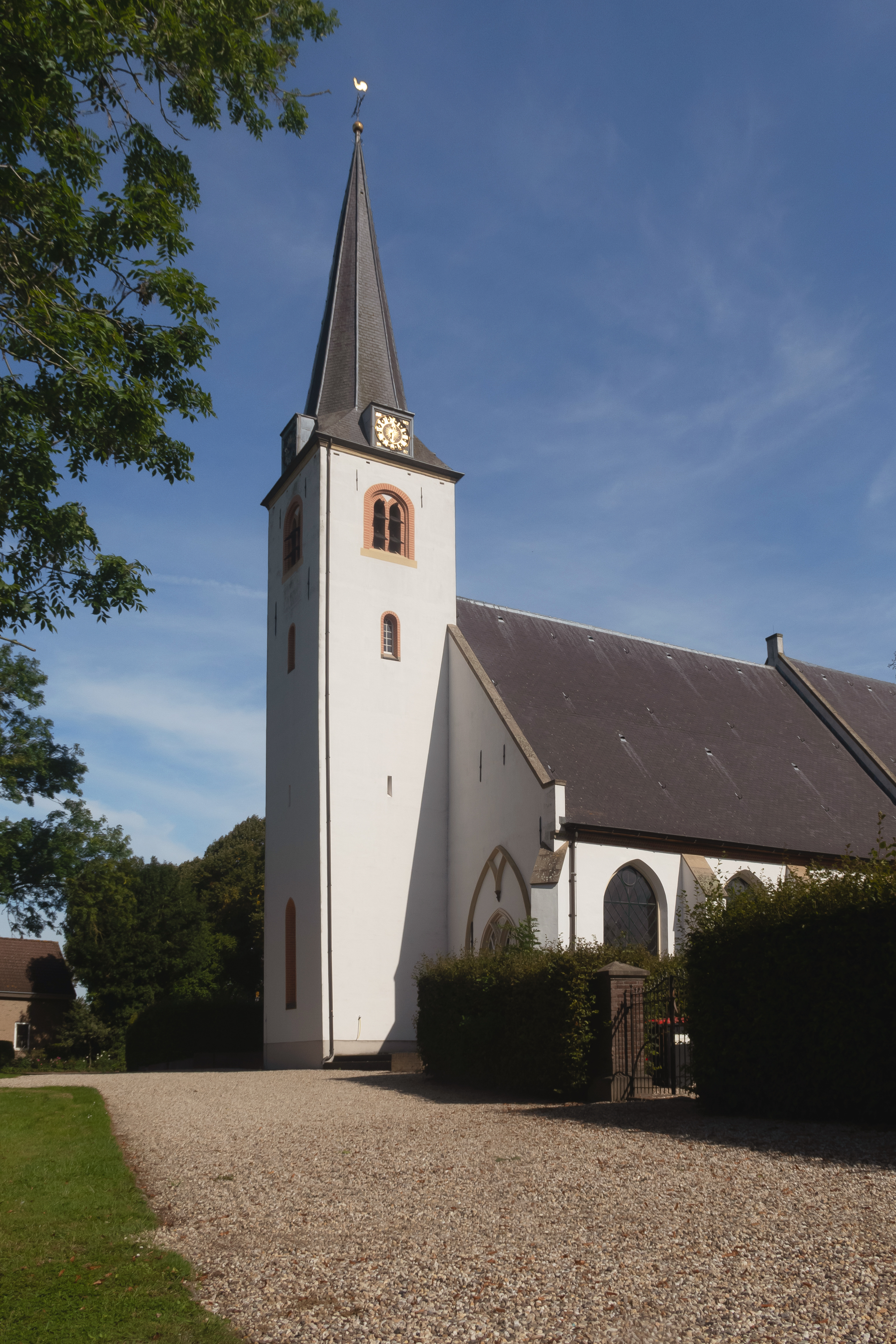
Rijswijk-Gld, la iglesia: la Martinuskerk